# La Momie inca
La Momie inca est le 4e épisode de la saison 2 de la série télévisée Buffy contre les vampires.

## Synopsis
Au musée de Sunnydale, un lycéen brise le sceau d'un sarcophage inca, réveillant la momie qui se trouve à l'intérieur. Celle-ci tue aussitôt l'imprudent en lui aspirant son énergie vitale par un baiser. Alors qu'Ampata, le correspondant péruvien de Buffy, attend celle-ci à la gare routière, la momie le tue de la même manière et devient une belle jeune fille qui prend sa place lorsque Buffy vient le chercher. Alex est aussitôt attiré par elle et elle-même n'est pas insensible à ses charmes. Giles, qui enquête sur le sceau ayant été brisé, demande son avis à « Ampata ». Elle lui explique alors la légende d'une jeune fille que les Incas avaient choisi de sacrifier pour sauver leur peuple, et tente ensuite de dissuader Giles de reconstituer le sceau. Le garde du corps chargé de veiller sur la momie finit par retrouver Ampata mais celle-ci le tue à son tour alors qu'elle commençait à se flétrir. 
Lors du bal donné en l'honneur des correspondants étrangers, Alex invite Ampata alors que Buffy, restée chez elle, découvre le corps du véritable Ampata dans sa malle de voyage. Au musée, Giles essaie alors de reconstituer le sceau pendant qu'au bal, Ampata est incapable de se résoudre à aspirer la force vitale d'Alex. Elle retourne au musée où elle surprend l'observateur. Buffy intervient pour le sauver et Ampata, qui commence à nouveau à se flétrir, s'empare de Willow qui l'avait suivi. Alex arrive à son tour sur les lieux et demande à Ampata de prendre sa vie à la place, ce qu'Ampata finit par se résoudre à faire. Mais trop tard, elle tombe en poussière alors qu'elle est sur le point de l'embrasser.